# Eumashona tachardia
Eumashona tachardia är en insektsart som först beskrevs av Hodgson 1967.  Eumashona tachardia ingår i släktet Eumashona och familjen skålsköldlöss.
Artens utbredningsområde är Zimbabwe. Inga underarter finns listade i Catalogue of Life.